# Poromitra rugosa
Poromitra rugosa är en fiskart som först beskrevs av Chapman, 1939.  Poromitra rugosa ingår i släktet Poromitra och familjen Melamphaidae. Inga underarter finns listade i Catalogue of Life.